# Цизальпинская республика

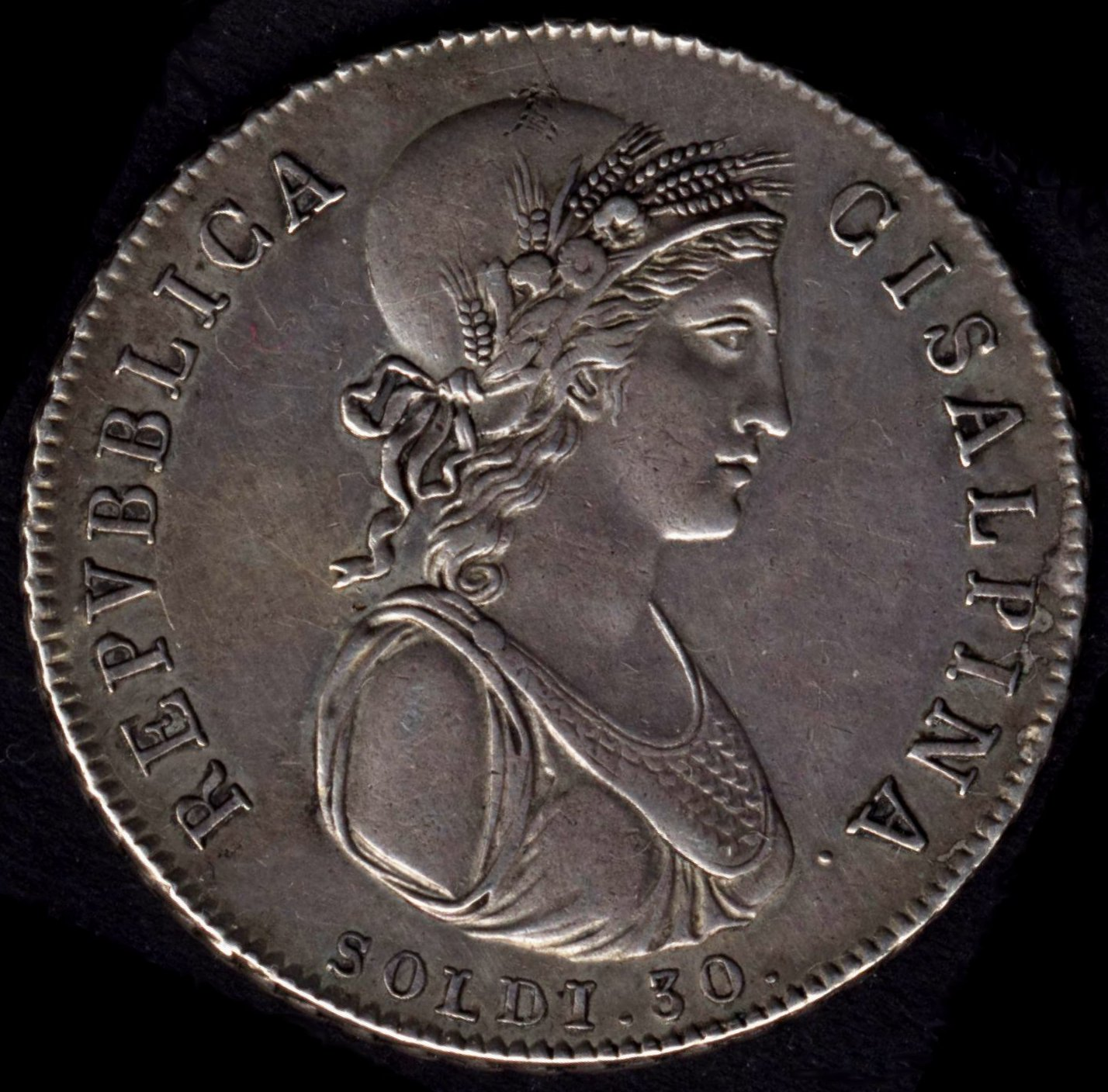
Монета Цизальпинской республики в 30 сольдо. 1801

Цизальпинская (Цизальпийская) республика (итал. Repubblica Cisalpina) — «дочернее» государство-сателлит Первой Французской республики, созданное в 1797 году во время войн антифранцузских коалиций в северной Италии путём соединения Транспаданской и Циспаданской республик. После провозглашения империи Наполеона I во Франции эта республика (переименованная в 1802 году в Итальянскую) также преобразовалась в 1805 году в монархию, королём которой стал Наполеон.

## Первая республика (1797—1799)

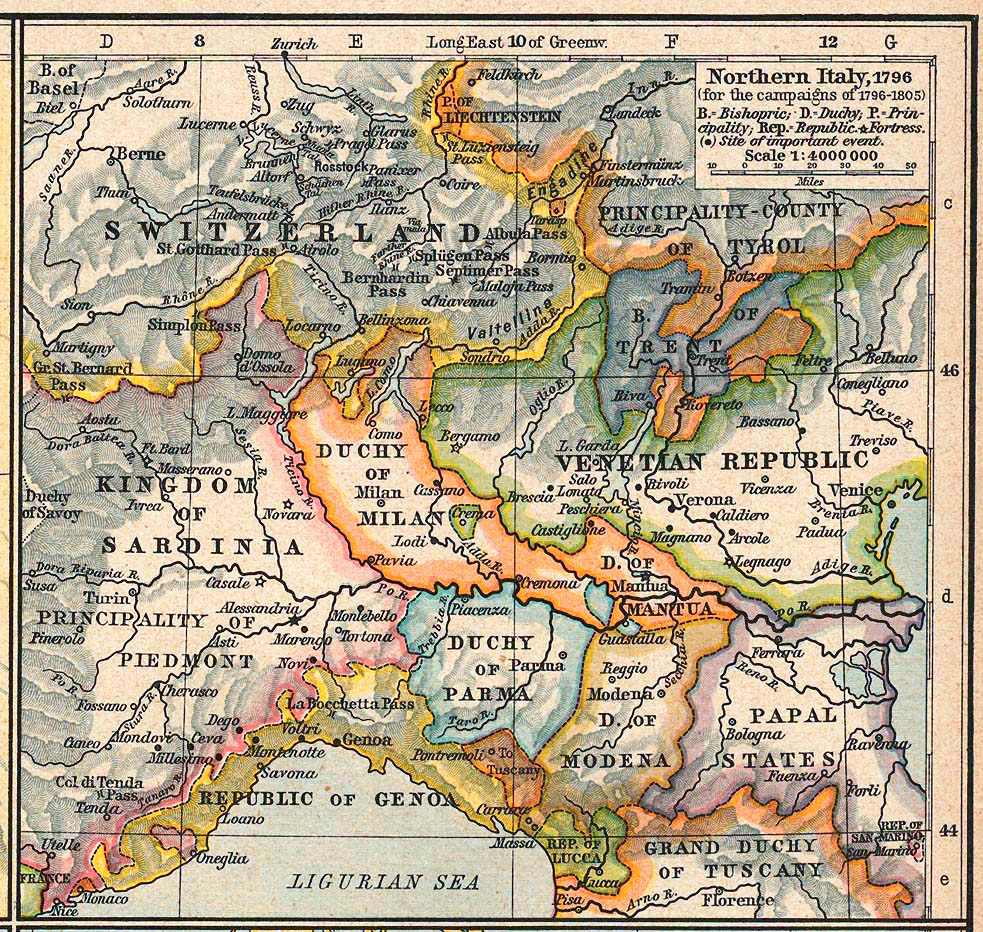
Северная Италия в 1796 году

Первая Цизальпинская республика образована летом 1797 года генералом Наполеоном Бонапартом из Циспаданской и Транспаданской республик. Она была признана Австрией по миру в Кампо-Формио; в её состав входили Ломбардия, Модена, Масса и Каррара и отнятые от Папской области Болонья, Феррара и Романья, а также часть герцогства Парма и (с осени 1797 года) часть швейцарского кантона Граубюнден. Территория республики — 43 000 км², число жителей — 3,5 млн чел. Конституция была выработана на конгрессе в Реджио в декабре 1796 года, под сильным давлением Бонапарта. Столицей был Милан; там заседала директория из 5 членов, совет старейшин из 80 и большой совет из 160 членов, организованные по французскому образцу. Первых директоров назначил генерал Бонапарт. Цизальпинская республика была связана с Францией союзным и торговым договорами и почти всё время существования была оккупирована французскими войсками.

## Вторая республика (1801—1802)
Победы русских и австрийцев в 1799 году уничтожили Цизальпинскую республику, но после победы Бонапарта при Маренго она возникла вновь и получила новую конституцию, выработанную на конгрессе в Лионе в 1801 году (законодательный совет из 50 членов, исполнительный совет из 9 членов, с президентом во главе совета и республики). Австрия вновь признала Цизальпинскую республику по Люневильскому миру (1801), причём она была увеличена небольшой территорией на правом берегу Эча, по Кампо-Формийскому миру остававшейся за Австрией. В январе 1802 года Цизальпинская республика была переименована в Итальянскую республику; Бонапарт избран её президентом, а вице-президентом назначен Франческо Мельци.

## Установление монархии Наполеона
В 1805 году депутация от республики поднесла Наполеону корону, которую Наполеон и принял (короновался в апреле 1805 года в Милане как король Италии). Цизальпинская республика обратилась таким образом в Королевство Италия, просуществовавшее до 1814 года.